# Тихая жизнь (фильм, 2024)
«Тихая жизнь» (англ.: Quiet Life) — фильм 2024 года греческого режиссёра Александроса Авранаса, совместное производство Франции, Швеции, и Эстонии. В главных ролях Григорий Добрыгин и Чулпан Хаматова.

## Сюжет
2018 год. Эмигрировавшая в Швецию семья из России: Сергей и Наталья с дочерьми Алиной и Катей уже второй год пытаются получить шведское гражданство. Они живут в светлой и просторной шведской социальной квартире, Сергей, по образованию учитель, работает уборщиком, Наталья хлопочет о бытовых делах, дочки ходят в школу. Получив статус беженцев, они доказывают миграционной службе, что вынуждены были уехать из России из-за преследований по политическим мотивам. Но получают отказ в статусе шведских граждан. Младшая дочь Катя впадет в апатию, больше похожую на в состоянии глубокого сна. Согласно науке, такое и правда случается с детьми, которые переживают сильнейший стресс. Шведские соцработники помещают Катю в специальный госпиталь, где, привлекая и родителей, начинают лечить её при помощи экспериментальной терапии, считая, что девочку поразил «синдроме смирения» — такой диагноз ставят в Швеции детям беженцев из бывшего СССР. Но методы лечения таковы, что остаётся только бежать.

Ради того чтобы, во-первых, вернуть девочку к жизни, а во-вторых, остаться в безопасности Галицыны готовы на такие сделки с совестью, которые сами от себя не могли ожидать. … Сцены в больнице, в которых до тошноты благожелательные медсестры «дрессируют» родителей правильно улыбаться и рассказывают о кодексе P.A.P.A. (никаких problems и anxiety рядом с детьми) — одновременно и страшны, и невероятно комичны; так здорово отыгрывают их Хаматова и Добрыгин. — Ксения Ильина, Искусство кино, 2024

Несмотря на черты антиутопического абсурда (кадры, посвященные жизни и работе персонала в экспериментальной клинике или сцены допросов в ведомствах), «Тихая жизнь» — семейная драма, раскрывающая растерянность своих героев, способных в экстремальных обстоятельствах на отчаянные поступки. Еще важнее то, как честно показана работа с беженцами в шведских инстанциях.— Марина Латышева, ПрофиСинема, 2024

## В ролях
- Чулпан Хаматова — Наталья
- Григорий Добрыгин — Сергей
- Наоми Ламп — Алина
- Мирослава Пашутина — Катя
- Элени Руссину — Адриана
- Анна Бьелкеруд — миссис Ньюман
- Лиза Ловен Конгсли — доктор Мария Ольсон
- Алисия Эрикссон — психолог
- Кристьян Юкскюла — интервьюер из миграционной службы
- Лена Эндре — интервьюер из миграционной службы
- София Пеккари — чиновница миграционной службы

## Фестивали
Премьера состоялась на 81-м Венецианском международном кинофестивале 29 августа 2024 года в программы «Горизонты», где фильм представляла в том числе и актриса Чулпан Хаматова, при этом МИД Украины осудил участие Чулпан Хаматовой на Венецианском кинофестивале, написав, что «бывшая сторонница Путина» не должна появляться на «красных дорожках».

## Рецензии
- Ксения Ильина — Венеция-2024: Добрыгин и Хаматова против всех // Искусство кино, 30 августа 2024